# 1925 v dopravě
Tento článek obsahuje seznam událostí souvisejících s dopravou, které proběhly roku 1925.

## Červen
23. června
 Došlo k otevření železniční trati z Hlučína do Petřkovic. Tento úsek o délce 6,897 km byl prodloužením původní trati Opava – Hlučín.